# 桃園市立永豐國民中學
桃園市立永豐國民中學是桃園市政府正在規劃中的學校，地點位於臺灣桃園市八德區茄苳地區內，由桃園市立永豐高級中等學校附設國中部獨立設校而來，是八德區第3所公立國中。

## 設校起源
- 2016年，桃園市政府教育局為了解決永豐高中國中部與高中部資源以及人力的分配問題，並開始進行國、高中各自獨立運作的籌備作業，傾向於在八德區茄苳地區文中用地新設國中部校區[1]。

- 2018年，桃園市長鄭文燦表示永豐高中旁正在進行市地重劃，規劃將高中部和國中部分開，讓國中部移到新的重劃區新設桃園市立永豐國民中學[2]。